# Corpuscolo di Meissner
I corpuscoli di Meissner, o corpuscoli tattili, sono meccanocettori formati da terminazioni nervose incapsulate, di forma ovale.
Prendono il nome dall'anatomista tedesco Georg Meissner.

## Struttura anatomica
Si trovano nello strato superficiale del derma e precisamente occupano la porzione marginale della papilla dermica. Sono particolarmente numerosi nelle aree di pelle prive di peli e spesse come le estremità delle dita delle mani, le piante dei piedi, le labbra e i capezzoli. I corpuscoli maturi hanno una forma pressoché cilindrica con dimensioni che vanno dagli 80 µm di lunghezza ai 30 µm di diametro. Sono costituiti da un rivestimento connettivale al cui interno si trovano cellule epiteliali avvolte dalla terminazione afferente.

## Funzioni
Sono recettori a rapido adattamento, implicati quindi nella recezione del movimento fine, nonché nella trasmissione delle più piccole irregolarità percepibili della superficie di un oggetto. Se deformati da uno stimolo meccanico, mediano quindi la sensibilità tattile discriminata e le vibrazioni a bassa frequenza.